# LHCb

Logo projektu

LHCb (ang. Large Hadron Collider beauty) – jeden z siedmiu eksperymentów używających detektorów cząstek elementarnych do gromadzenia danych w Wielkim Zderzaczu Hadronów (LHC) w CERN.
LHCb jest wyspecjalizowanym eksperymentem fizyki mezonów B, zaprojektowanym głównie do pomiaru parametrów łamania kombinowanej symetrii parzystości (P) oraz symetrii ładunku (C)  w oddziaływaniach hadronów b (ciężkich cząstek zawierających kwark denny). Takie badania mogą pomóc wyjaśnić asymetrię materii i antymaterii we wszechświecie. Detektor może również wykonywać pomiary przekrojów czynnych, spektroskopii hadronów egzotycznych i fizyki kwarków.
Wspólnota LHCb, która zbudowała, obsługuje i analizuje dane z eksperymentu, składa się z około 1260 osób z 74 instytutów naukowych reprezentujących 16 krajów, w tym Polskę. Od 2017 r. Rzecznikiem zespołu jest Giovanni Passaleva. Eksperyment znajduje się w punkcie 8 tunelu LHC w pobliżu Ferney-Voltaire we Francji, tuż za granicą Genewy.